# Perfect Day (film 2015)
Perfect Day (A Perfect Day) è un film del 2015 scritto e diretto da Fernando León de Aranoa, al suo debutto in un film in lingua inglese.
La pellicola è l'adattamento cinematografico del romanzo Dejarse Llover, scritto da Paula Farias.

## Trama
1995, da qualche parte in Bosnia tre operatori umanitari, il responsabile della sicurezza Mambrù, la responsabile delle risorse idriche Sophie, l'operatore B e l'interprete Damir sono impegnati nella rimozione di un cadavere da un pozzo. L'operazione è necessaria per bonificare l'acqua che rifornisce una comunità. I mezzi a disposizione sono però scarsi, una corda ed un piccolo argano, ma l'uomo nel pozzo è particolarmente robusto e la corda si rompe. Mentre un operatore e l'interprete vanno a cercare una nuova corda, gli altri due vanno ad una riunione di coordinamento tra ONU e forze non governative e lungo il tragitto aiutano un bambino e lo portano con sé. Alla riunione si dà disposizione di interrompere ogni intervento diverso dallo sminamento, perché la guerra è ufficialmente finita, mentre la ricerca della corda ha esito negativo. Alla riunione Mambrù riceve l'incarico di fornire un passaggio fino all'aeroporto all'analista di guerra Katya. A dispetto dell'incarico ricevuto Mambrù torna al pozzo dove incontra il resto del gruppo. Insieme decidono di risolvere comunque il problema e partono alla ricerca di una corda, il che li porta a confrontarsi con la dura realtà della guerra civile, gli odi interetnici, le bande militari che ignorano gli sforzi internazionali di pace, le mine lasciate sul terreno, la rigidità e la burocrazia dell'ONU, il dolore che la guerra porta nelle famiglie e nella vita dei bambini.

## Promozione
Il primo trailer italiano viene diffuso in esclusiva sul sito de la Repubblica il 17 novembre 2015.

## Distribuzione
Il film è stato presentato in concorso nella sezione Quinzaine des Réalisateurs al festival di Cannes 2015.
La pellicola è stata distribuita nelle sale cinematografiche italiane a partire dal 10 dicembre 2015. Il 10% degli incassi italiani ottenuti dal film il giorno di Natale sono stati destinati in beneficenza all'associazione umanitaria Emergency, da sempre impegnata nel portare aiuto alle popolazioni vittime di guerre civili.

## Riconoscimenti
- 2016 - Premio Goya
  - Miglior sceneggiatura non originale a Fernando León de Aranoa
  - Candidatura per il miglior film
  - Candidatura per il miglior regista a Fernando León de Aranoa
  - Candidatura per il miglior attore non protagonista a Tim Robbins
  - Candidatura per la miglior produzione a Luis Fernández Lago
  - Candidatura per la miglior fotografia a Alex Catalán
  - Candidatura per il miglior montaggio a Nacho Ruiz Capillas
  - Candidatura per i migliori costumi a Fernando García
- 2016 - David di Donatello[5]
  - Candidatura per il miglior film europeo
- 2016 - Círculo de Escritores Cinematográficos
  - Candidatura per il miglior film
  - Candidatura per il miglior regista a Fernando León de Aranoa
  - Candidatura per il miglior attore a Benicio del Toro
  - Candidatura per la miglior sceneggiatura non originale a Fernando León de Aranoa
  - Candidatura per la miglior fotografia a Alex Catalán
  - Candidatura per il miglior montaggio a Nacho Ruiz Capillas
- 2016 - Premios Feroz
  - Candidatura per il miglior film commedia
  - Candidatura per il miglior regista a Fernando León de Aranoa
  - Candidatura per la miglior sceneggiatura a Fernando León de Aranoa
  - Candidatura per il miglior poster
- 2015 - Hamburg Film Festival
  - Candidatura per l'Art Cinema Award
- 2015 - Melbourne International Film Festival
  - 5° film preferito dal pubblico